# Frailea chiquitana
Frailea chiquitana är en kaktusväxtart som beskrevs av Martín Cárdenas Hermosa. Frailea chiquitana ingår i släktet Frailea och familjen kaktusväxter. Inga underarter finns listade i Catalogue of Life.

## Bildgalleri

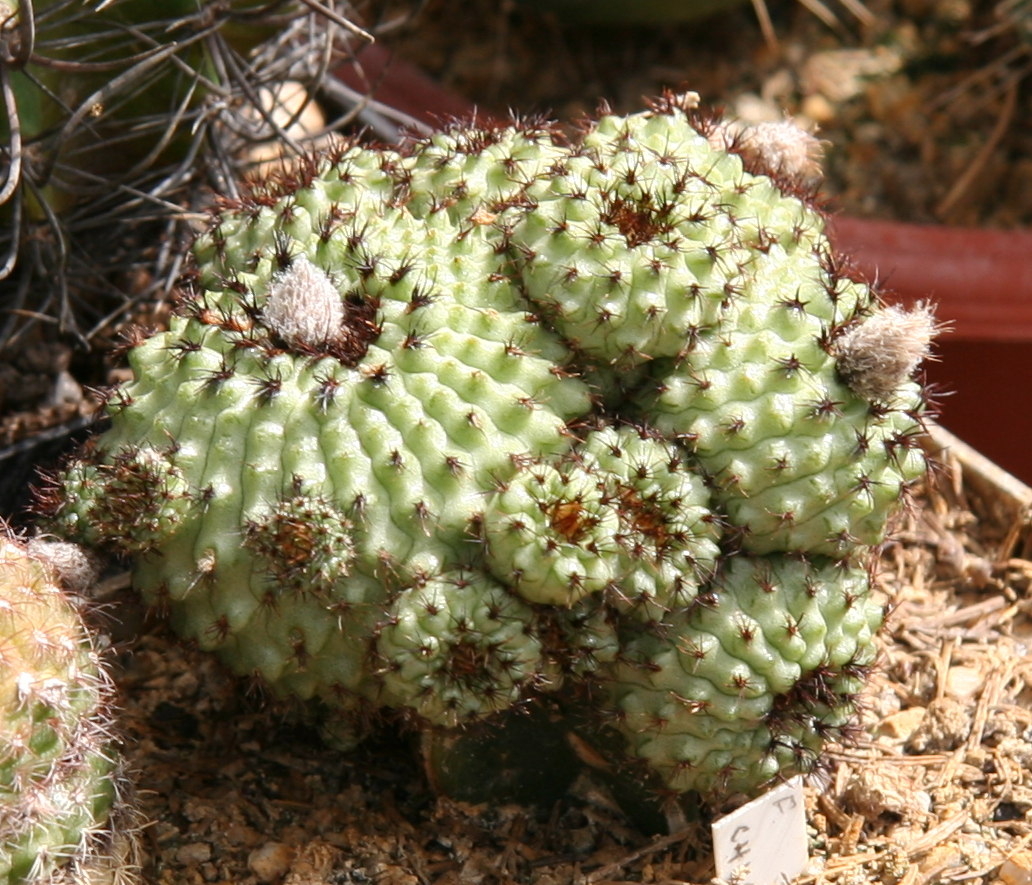